# 蔵王高速電鉄
蔵王高速電鉄（ざおうこうそくでんてつ）とは、かつて、山形県山形市香澄町から南村山郡上山町（現・上山市）と、南村山郡堀田村半郷（現・山形市蔵王半郷）から同村高湯（現・山形市蔵王温泉）を結ぶ計画を立てた鉄道会社およびその鉄道路線（未成線）である。

## 概要
1947年（昭和22年）2月に庄内交通常務取締役荒井清蔵、地元資産家板垣庸一ら107名により免許申請がなされた。この鉄道は、県内で最も交通量のある山形 - 上山間の旅客輸送を目的としていたが、省線（奥羽本線）に並行するため、監督局側から難色を示された。そこで高湯まで支線を伸ばし、蔵王鉱山の物資輸送及び観光開発の側面をもたせた。それにより1948年（昭和23年）5月7日にこの路線が免許された。
1949年（昭和24年）10月に本線（山形 - 上山）の工事を開始し、1950年（昭和25年）には日立製作所に電車5両を発注した。
しかし朝鮮戦争による物価の高騰により工事は中断し1960年（昭和35年）に鉄道起業廃止を申請。11月15日付けで免許が失効した。
なお日立製作所に発注された車両（その内の落成した3両）はキャンセルとなり、岡山県の備南電気鉄道が購入し、同社モハ100形101 - 103となったとされる。その後、備南電気鉄道が経営難から玉野市営電気鉄道に事業を譲渡した際に、これらの車両も継承されたが、1965年（昭和40年）に合理化に伴う内燃化により、全車廃車となった。しかし、製造から15年未満と比較的新しく、車体寸法も手頃で状態も良かったため、対岸となる香川県の高松琴平電気鉄道へ譲渡され、改軌工事が実施されて750形750・760・770となり、2006年（平成18年）8月まで運用された。最後まで残存した760が岡山県玉野市内で静態保存されている。
現在、両予定線にほぼ沿う経路で山交バスがバスを運行している。

## 路線データ（計画時）

### 本線
- 路線距離（営業キロ）：山形 - 上山12.6km
- 軌間：1,067mm
- 駅数：10駅（起終点駅含む）
- 複線区間：なし（全線単線）
- 電化区間：全線（直流600V）
- 車庫：鉄砲町

### 支線
- 路線距離（営業キロ）：半郷 - 高湯13.2km
- 軌間：1,067mm
- 駅数：6駅（起終点駅含む）
- 複線区間：なし（全線単線）
- 電化区間：全線（直流600V）

## 設置予定駅
- 本線
  - 山形停車場 - 滝山停車場 - 飯田停留場 - 成沢停車場 - 半郷停車場 - 金瓶停留場 - 中川停車場 - 上山新丁口停留場 - 上山新溝口停留場 - 上山停車場
- 支線
  - 半郷停車場 - 南坂停車場 - 上野停車場 - 棚木停車場 - 塩坪停車場 - 高湯停車場

## 接続路線
- 山形停車場:奥羽本線（山形駅）
- 上山停車場:奥羽本線（上ノ山駅）

## 主な出資者
- 高橋熊次郎
- 大久保傳蔵
- 中川重春